# 塞科机场
塞科机场IATA代码：；ICAO代码：，是印度尼西亚南苏拉威西省北鲁乌县县西北的一座机场。距望加锡322.80公里，距雅加达1,512.75公里。

## 航空公司和目的地
| 航空公司 | 目的地               |
| -------- | -------------------- |
| 苏西航空 | 马桑巴、望加锡、帕卢 |

## 资料来源
印尼交通运输部塞科机场 （页面存档备份，存于）